# Piero Buscaroli
Piero Buscaroli (Imola, 21 agosto 1930 – Bologna, 15 febbraio 2016) è stato un giornalista, critico musicale e scrittore italiano.

## Biografia
Figlio di un'insegnante d'inglese e dell'illustre latinista Corso Buscaroli (1893-1949), ereditò dal padre la passione per il mondo classico.
Nel maggio 1945 assistette al linciaggio di via Aldrovandi e rischiò egli stesso di cadere vittima degli assalitori. Inoltre, nei suoi scritti autobiografici affermò di essere stato, da ragazzo, testimone di assassinii avvenuti nell'imolese e da lui attribuiti ad esponenti di parte comunista. Buscaroli adduce tali eventi a motivazione del suo giudizio, estremamente negativo, sulla Resistenza. Un mese dopo il padre Corso fu incarcerato perché era stato «Reggente del fascio» di Imola dal 4 novembre 1944 alla Liberazione. Piero si trasferì con la madre a Roma, dove frequentò il Liceo ginnasio "Torquato Tasso". Successivamente s'iscrisse all'Università di Bologna, dove si laureò in giurisprudenza con una tesi in Storia del diritto italiano discussa con Giovanni de Vergottini. Successivamente prese residenza a Bologna, dove rimase per il resto della sua vita. Nel 1949 morì il padre Corso. Nel 1960 Piero Buscaroli ottenne la revisione del processo celebratosi nel novembre 1946 in cui il padre era stato condannato. La Cassazione riconobbe l'innocenza del padre.

### Giornalista
All'età di 24 anni, nel 1954 fondò la rivista «Il Reazionario». La rivista fu notata da Mario Tedeschi, che presentò il giovane giornalista a Leo Longanesi. Nel 1955 Buscaroli cominciò a lavorare al Borghese
. Proseguì la collaborazione alla rivista sotto la direzione di Mario Tedeschi scrivendo articoli di storia moderna, politica internazionale e critica musicale (spesso usando lo pseudonimo, di wagneriana memoria, di "Hans Sachs"). Tedeschi lo promosse inviato speciale. Buscaroli seguì il Conflitto arabo-israeliano, la guerra del Vietnam per sei estati (a partire dal 1965) e la "Primavera di Praga" del 1968.
Dal 1971 al 1975 fu direttore del quotidiano Roma di Napoli. Assunse firme di punta come Emiddio Novi, il pittore Sigfrido Bartolini e il filosofo Julius Evola e invitò a collaborare due noti meridionalisti, come Gabriele Fergola e Silvio Vitale. Nel 1972 organizzò una raccolta di fondi in favore della famiglia di Mario Calabresi. Infatti, dopo l'assassinio del commissario, la madre, con due figli piccoli e abbandonata da tutti, si trovò in difficoltà economiche.
Nel 1976 ideò e diresse la collana "La torre d'avorio" per l'editore-libraio torinese Mario Fògola.
Poco dopo aver lasciato la direzione del Roma iniziò a collaborare al Giornale, con scritti in terza pagina e una rubrica di costume che ebbe un notevole successo: In casa & fuori. Il primo articolo uscì il 19 luglio 1975. Montanelli, direttore del quotidiano milanese, ottenne che Buscaroli utilizzasse uno pseudonimo. Buscaroli accettò (infatti si firmò "Piero Santerno"), ma dal 1979 firmò col proprio nome; mantenne lo pseudonimo solo per le note di attualità e costume. Nello stesso anno fu il titolare di una seguitissima rubrica di critica musicale: La stanza della musica. La collaborazione al Giornale continuò anche con i successori di Montanelli: Vittorio Feltri e Maurizio Belpietro.
Nel 1994 il nuovo responsabile delle pagine culturali del Giornale, Stenio Solinas, gli chiese di scrivere anche di politica e di storia. Buscaroli poté così esprimere le proprie opinioni su temi che, in 19 anni di collaborazione, non aveva ancora affrontato sul quotidiano milanese. Nel 2004 Gianfranco de Turris riuscì ad intervistarlo per il Giornale Radio Rai in occasione dell'uscita della sua biografia di Beethoven per Rizzoli. A detta del giornalista, fu la prima intervista a Buscaroli trasmessa dalla Rai.

### Critico musicale e saggista
Ha studiato organo, armonia e contrappunto con Ireneo Fuser. È autore di opere biografiche su Johann Sebastian Bach, Mozart e Beethoven. Il suo saggio su Bach fu forse il primo saggio di musicologia a esser pubblicato negli Oscar Mondadori e le 1350 pagine del Beethoven frutto di cinque anni di lavoro ininterrotto e totale, costituiscono oggi il suo opus magnum. Assieme al critico musicale Paolo Isotta ha diretto una collana editoriale per la Arnoldo Mondadori Editore. Dal 1976 al 1994 ha insegnato nei Conservatori di Torino, Venezia e Bologna.
Di lui è stato detto che "intende collocarsi nella corrente del revisionismo storiografico, estendendola dal campo politico a quello musicale".
Ha avanzato l'ipotesi che il Requiem di Mozart sia rimasto incompiuto non, come vuole la tradizione, a causa della morte del suo autore, bensì per una scelta deliberata di Mozart stesso, dovuta alla ripugnanza, da parte di quest'ultimo, ad adempiere la clausola contrattuale (impostagli dal committente) che gli impediva di rivendicare la paternità della sua opera. Secondo la ricostruzione di Buscaroli, Mozart avrebbe ritenuto tale clausola talmente vessatoria da indurlo a non completare la partitura, e forse addirittura a meditarne la distruzione.
Per il Dizionario biografico degli italiani della Enciclopedia Treccani ha curato la biografia di Arcangelo Corelli.
In un'intervista ha detto di aver imparato molto da intellettuali come Lorenzo Giusso, il pittore Ardengo Soffici, l'anglista Mario Praz, il giornalista e scrittore Giuseppe Prezzolini, l'imprenditore Vittorio Cini e i suoi maestri Giovanni de Vergottini all'università e Ireneo Fuser al conservatorio.
Sposato con Maria Grazia, ha avuto tre figli. La più nota è Beatrice, che nel 2014 è stata nominata dal ministro Franceschini membro del Consiglio superiore dei beni culturali del Ministero della Cultura.
Mario Cervi ha descritto Buscaroli con queste parole:
(Mario Cervi)

## Controversie
- Nel 1994 si candidò alle elezioni europee con Alleanza Nazionale ma non fu eletto[26]. Suscitò scalpore e varie proteste una sua intervista concessa a Maria Latella per il Corriere della Sera del 27 maggio 1994, nella quale affermò che la destra avrebbe dovuto chiamare i gay "correttamente froci o checche" e che gli stessi "andrebbero spediti in campo di concentramento"[27][28]. Buscaroli, in un'intervista dell'aprile 2010, si difese affermando che la giornalista Maria Latella aveva completamente stravolto le sue parole[29]
- In un'intervista al quotidiano Il Foglio del 21 aprile 2005, Buscaroli dichiarò di considerarsi «un superstite della Repubblica Sociale Italiana, in territorio nemico»[30]. Nel novembre dello stesso anno ricevette una segnalazione per il conferimento di un'onorificenza della Repubblica: l'Ordine al merito, che rifiutò. Scrisse queste parole alla direttrice dell'Ufficio Onorificenze e Araldica: «Io non desidero e non voglio alcuna onorificenza da questa repubblica. Mi parrebbe uno scherzo di cattiva specie. Fermi la macchina, La prego e non se n'abbia a male. Detesto questa repubblica. Grazie»[31].
- In un'intervista concessa nel febbraio 2010, Buscaroli si autodefinì "fascista deluso" e dichiarò: "Anche il nazismo mi ha deluso: Hitler non ebbe il coraggio di sbarcare in Inghilterra [...]". Ad una precisa domanda dell'intervistatore sulla Shoah, Buscaroli rispose: "Ritengo che Hitler non sapesse. Ma non mi si annoveri tra i negazionisti. Non voglio approfondire, non voglio credere"[32]. Anche questa intervista suscitò polemiche e lettere di protesta indirizzate alla redazione del quotidiano, lettere alle quali replicò pochi giorni dopo Ferdinando Camon sulle stesse pagine[33]. In un'intervista successiva, a una domanda sulle leggi razziali fasciste, rispose: "Quelle furono un orrore. Un'idiozia prim'ancora che un'infamia"[34].

## Opere

### Ambito musicale e artistico
- Le seduttrici, Edizioni del Borghese, Roma, 1960 [libro fotografico]
- La stanza della musica, Fògola, Torino 1976
- La nuova immagine di J. S. Bach, Rusconi, Milano 1982
- Le case di Beethoven, Edizioni del Girasole, 1982
- Bach, Mondadori, Milano 1985 (nuova edizione, Oscar Mondadori, 2017)
- La vista, l'udito, la memoria, Fògola, Torino 1987 (seconda edizione Bietti 2019)
- Johannes Brahms a Bologna e in Romagna, Nuova Alfa Editoriale, 1988
- La morte di Mozart, Rizzoli, Milano 1996
- Beethoven, Rizzoli, Milano, 2004; nuova edizione, Oscar Mondadori, 2017.
- Piero Buscaroli svela l'imbroglio del Requiem, Zecchini Editore, Varese, 2006, ISBN 88-87203-48-2 [sul Requiem di Mozart ]
- Al servizio dell'Imperatore. Come Giuseppe II spinse Mozart alla rovina, Marietti 1820, 2006
- Gabriel musico, maestro di simboli, labirinti & terremoti, Zecchini Editore, 2007, ISBN 88-87203-58-X [sul rapporto tra D'Annunzio e la musica]
- 1888 Brahms a Bologna, Rimini e San Marino, Edizioni del Girasole, 2013

### Storia e politica
- Figure & Figuri, Volpe, Milano, 1977
- I luoghi e il tempo, Fògola, Torino, 1979
- La vista, l'udito, la memoria, Fògola, Torino 1987 (seconda edizione Bietti 2019) [una sezione è dedicata alla storia]
- Paesaggio con rovine, Camunia, 1989

### Memorie autobiografiche
- Dalla parte dei vinti. Memorie e verità del mio Novecento, Mondadori Editore, Milano, 2010, ISBN 978-88-04-58599-2; Minerva Edizioni, Bologna 2017, ISBN 978-88-7381-929-5.
- Una nazione in coma. Dal 1793, due secoli, Minerva Edizioni, Bologna, 2013 [seguito di Dalla parte dei vinti]

### Curatele
- Karl Geiringer (con la collaborazione di Irene Geiringer), I Bach. Storia di una dinastia musicale, traduzione dall'inglese e dal tedesco di Anna Falorsi Buscaroli e Piero Buscaroli, Milano, Rusconi, 1981.
- Cesare Ripa, Iconologia (2 voll.), prefazione di Mario Praz, Torino, Fògola, 1986. - Milano, TEA, 1992.